# 向达
向达（1900年2月19日—1966年11月24日），字觉明，号觉明居士、别署方回、佛陀耶舍，男，土家族，湖南溆浦人。中国现代历史学家、敦煌学家、中外交通史家，版本目录学家，翻译家。

## 生平
1900年2月19日生于湖南溆浦县，當地向姓為土家族人，与湘西北土家族向姓两地同源。1911年入湖南溆浦县麻阳水溆府小学堂学习。1915年入长沙明德中学学习。1919年入南京高等师范学校，就读于化学系。1920年转入南京高等师范学校文史地部，专攻历史学。1924年毕业于国立东南大学（1921年南高改建为东南大学）历史系。
1925年至1930年，任上海商务印书馆编译所编辑。期间翻译出版《世界史纲》、斯坦因的《西域考古记》、《黑水获古记略》、《敦煌获书记》和勒柯克的《高昌考古记》。
1928年秋冬之际在南京国学图书馆任采访部主任半年。1930年任北平图书馆编纂委员会委员、写经组组长。1934年兼任北京大学历史系讲师半年因出国辞去。1934年8月被北平图书馆作为交流研究员派往英、法、德三国著名图书馆研究流失海外的中文古典典籍。
1935年在英国牛津大学博德利图书馆（Bodleian Library）整理中文史籍，抄录《指南正法》、《顺风相送》等中国古籍。1936年到伦敦大英博物馆研究所藏敦煌文獻，著《伦敦所藏敦煌卷子经眼目录》；又到意大利梵蒂冈图书馆抄录来华天主教传教士资料。1937年到德国柏林研究普鲁士科学院所藏中国国西北地区的壁画和写卷。1938年到巴黎法國國家圖書館研究由伯希和買走的敦煌文獻。8月自法国回国，取道香港，越南，昆明，贵阳。10月回到湖南溆浦老家。
1939年3月离开湖南溆浦老家，至广西宜山在浙江大学任教半年。9月去昆明任西南联合大学历史学系教授兼北大文科研究所导师。1942年-1944年任中央研究院、中央博物院筹备处、北京大学联合组成的西北史地考察团考古组组长两次赴敦煌考察。期间用“方回”署名在重庆大公报1942年12月27、28、30日连载发表《论敦煌千佛洞的管理研究以及其他连带的几个问题》。
1945年冬回到昆明任西南联大历史系教授。1946年9月北京大学复校回到北京，任北京大学历史系教授。1947年7月北大休假，到中央博物院（现南京博物院）工作，并在中大历史系兼课。1948年暑假回到北京大学。
1948年2月代表中央博物院至台湾筹备展览。1948年7月-1949年2月北京大学历史系教授。1949年2月北京被中共占领后任北京大学历史系教授。原图书馆馆长毛子水离开北京后受临时“校务委员会”委托代管北京大学图书馆。解放军进城后北大接受军管，始任北京大学图书馆馆长到1957年被免职。
1951年3月参加第一届中国人民赴朝慰问团，到朝鲜慰问志愿军。回国后6月参加“赴朝慰问团宣讲团”赴西北宣传志愿军事迹，顺带考察了新疆多处古迹。10月回到北大。
1954年，中国史学会公布第一届理事会名单，郭沫若担任主席，吴玉章、范文澜担任副主席，他担任理事。史学会成立后，即着手编辑《中国近代史资料丛刊》，由徐特立、范文澜、翦伯赞、陈垣、郑振铎、向达、胡绳、吕振羽、华岗、邵循正、白寿彝为总编辑委员。同年任中国科学院哲学社会科学部学部委员。中国科学院历史研究所第二所副所长。参加中国人民政治协商会议第二届全国委员会。第二，三，四届全国政协委员，北京市人大代表。
1957年在反右运动中被划为“大右派”。解除一切职务，一级教授降为二级教授。1958年-1960年主持《中外交通史籍从刊》。1959年摘去“右派”的帽子。1964年南下广州中山大学晤陈寅恪并发表《敦煌学六十年》的讲演。1966年文化大革命開始後遭受迫害。1966年11月24日在北京阜外医院因病逝世。
1978年11月20日向达同志追悼会在北京八宝山革命公墓礼堂举行。1980年获得平反。

## 学术成就

### 翻译
- 1927年和梁思成等翻译《世界史纲》，其后相继翻译出版《甘地自传》，《社会学史纲》，《亚里士多德伦理学》《印度现代史》等；《鞑靼千年史》，《斯坦因西域考古记》收入商务印书馆（汉译名著）系列丛书。

### 敦煌学
- 1929年10月发表《论唐代佛曲》提出佛曲源于印度北宗音乐。
- 1935年至1938年赴英国，法国，德国的图书馆整理，研究中文资料重点是各图书馆藏敦煌西域文献。发表《唐代俗讲考》，《伦敦所藏敦煌卷子经眼目录》；翻译《斯坦因西域考古记》。为北平图书馆（今国家图书馆）拍摄文献资料照片，现已公布。手抄文献资料现存北大图书馆主要为明清之际天主教有关文献，中西交通史，太平天国的文献史料等未公开。
- 1942年至1944年两次赴河西走廊考察。考察玉门关，阳关，莫高窟，西千佛洞等地。勘定了玉门关、阳关两关位置；拜访兰州，酒泉，张掖，武威，敦煌，金塔等地的社会贤达寻访，搜集敦煌遗物；期间发掘大小方盘城及老爷庙遗址。其后发表了一批相关文章其间在1942年12月27日28日30日重庆大公报连载发表《论敦煌千佛洞的管理研究以及其他连带的几个问题》促成国立敦煌艺术研究所的设立。
- 1945年发表《记敦煌石室出晋天福十年写本寿昌县地境》。
- 1950年发表《西征小记》。
- 1951年与启功，常书鸿，周昭良等筹办中华人民共和国第一次敦煌文物展并出版中华人民共和国第一本有关敦煌的书《敦煌》。
- 1949年前后为北京大学收购了100多号敦煌经卷。现北大图书馆所藏敦煌经卷大多是那一时期所购买的。

### 郑和研究
- 1929年向达在《小说月报》第1号上以笔名觉明发表《关于三宝太监下西洋的几种资料》，在世界上首次系统地列举有关郑和研究的文献。文中首先根据《昆阳马哈只碑跋》、《古今识鉴》、《西洋朝贡典录》等文献论述郑和身世；接着列举郑和研究的有关资料：《西洋番国志》、《星槎胜览》、《瀛涯胜览》、《郑和航海图》、《西洋朝贡典录》、《海语》、《皇明四夷考》、《殊域周咨录》、《东西洋考》；最后专门论述罗懋登著《三宝太监西洋记通俗演义》对郑和研究的史料价值。向达此论文之重要性为学界认同，《郑和下西洋研究文选》、《郑和研究百年文选》均收入此文。
- 1958年创立《中外交通史籍叢刊》。
- 向达在北京圖書館發現久已失傳的明代鞏珍著《西洋番國志》，1959年校註出版，作为《中外交通史籍叢刊》第一部，对郑和研究有很大帮助。
- 1959年整理出版《郑和航海图》，考订航海图中350个地名，是考订郑和下西洋地名最多的学者。
- 1935年向达在英国牛津大学博德利圖書館抄录流失海外的《指南正法》、《顺风相送》，1959年整理出版。此二书对于研究郑和下西洋所用的航海技术有帮助。

### 边疆史研究
- 民国22年（1933年）向达的代表作《唐代长安与西域文明》由哈佛燕京学社出版。

### 版本目录学
- 1926年4月25日发表《摄山佛教石刻小记》开始，涉及印刷术，郑和下西洋，唐代刊书，中西交通，云南地方志，太平天国，西域民族等多个方面。在中西交通史方面为后人留下诸多的宝贵资料，开拓了研究方向。1957年以后专注于《大唐西域记》和中西交通史的文献整理并出版《蛮书校注》、《大唐西域记古本三种》等。

## 著译年表
- 向达郑鹤声，合署，《摄山佛教石刻小记》，《东方杂志》，23:8，1926年4月25日
- 向达著，《龟兹苏袛婆琵琶七调考原》，《学衡》，54，1926年6月
- 向达译，（加特著），《吐鲁番回鹘人之印刷术》，《图书馆学季刊》，1:4，1926年12月
- 向达梁思成，等译（英，韦尔斯，著），《世界史纲》，商务印书馆，1927年
- 向达译，（加特著），《日本考谦天皇及其所印百万卷经咒》，《图书馆学季刊》，2:1，1927年12月
- 向达译，（加特著），《高丽之活字印刷术》，《图书馆学季刊》，2:2，1928年3月
- 向达著，《唐代刊书考》，《中央大学国学图书馆第一年刊》，1928年11月
- 向达撰，（署名觉明），《关于三宝太监下西洋的几种资料》，《小说月报》，1929年第1号
- 向达译，（卡脱著），《中国印刷术之发明及其传入欧洲考》，《北平图书馆馆刊》，2;2，1929年2月
- 向达著，（署名佛陀耶舍），《汉唐间西域及海南诸国地理辑佚》（第一辑），《美学杂志》，1:1，1929年3月
- 向达著，《摄山佛教石刻补记》，《东方杂志》，26:6，1929年3月
- 向达著，（署名佛陀耶舍），《述近出太平天国史料三种》，《史学杂志》，1:2，1929年5月
- 向达著，《元代马可孛罗诸外国人所见之杭州》，《东方杂志》，26:10，1929年5月
- 向达译，（美，Berthold，Lauber，著），《苜蓿考》，《自然界》，4:4，1929年6月
- 向达著，（署名佛陀耶舍），《汤若望进呈图象残存考》，《文学杂志》，1:3，1929年7月
- 向达著，（署名佛陀耶舍），《十三洋行行名考》，《史学杂志》，1:3，1929年7月
- 向达译，(美，Berthold，Lauber，著），《葡萄考》，《自然界》，4:6，1929年8月
- 向达著，（署名佛陀耶舍），《程大约墨苑中四幅耶苏教宗教画之作者》，《史学杂志》，1:4，1929年9月
- 向达著，（署名觉明），《论唐代佛曲》，《小说月报》，20:10，1929年10月
- 向达著，《印度现代史》，上海商务印书馆，1929年10月
- 向达著，（署名佛陀耶舍），《介绍[蒲寿庚考]》，《史学杂志》，2:1，1930年3月
- 向达著，《中国印刷术的起源》，《中学生》，第5号，1930年5月
- 向达著，《斯坦因黑水获古纪略》（附斯坦因氏黑水所获西夏文书略目），《北平图书馆馆刊》，4:3，1930年6月
- 向达著，《书熊三拔【泰西水法】后》，《北平图书馆馆刊》，4:5，1930年9--10月
- 向达著，《明清之际中国美术所受西方之影响》，《东方杂志》，27:1，1930年10月
- 向达著，《论龟兹白姓》，《大公报。文学副刊》，148，1930年11月10日
- 向达著，《汉唐间西域及海南诸国古地理书叙录》，《北平图书馆馆刊》，4:6，1930年11--12月
- 向达著，《斯坦因敦煌获书记》，《图书馆学季刊》，4:3-4，1930年12月
- 向达译，（美，班兹，H.E.Barnes，著），《社会科学史纲--第一册史学》，长沙商务印书馆，1930年7月
- 向达著，《中外交通小史》，商务印书馆，1930年
- 向达著，《斯坦因第三次中亚考古略记》，天津《大公报。文学副刊》，159-163，1931年1月26日。2月2日，10日，16日
- 向达冯承钧，著，《关于龟兹白姓之讨论》（其中三篇署名，向觉明），《女师大学术季刊》，2:1，1931年4月
- 向达译，（T.F.Carter，著），《中国雕版印刷之全盛时期》，《图书馆学季刊》5:3-4，1931年12月
- 向达辑抄，《敦煌丛抄》，《北平图书馆馆刊》，5:6，1931年12月
- 向达著，《圆明园遗物与文献》，中国营造学社，1931年
- 向达译，（加特，著），《现存最古印本及冯道雕印群经》，《图书馆学季刊》，6:1，1932年3月
- 向达译，（加特，著），《论印钞票》，《图书馆学季刊》，6:4，1932年12月
- 向达著，《评黄文弼近著高昌三种》，《国风半月刊》，2:4，1933年2月
- 向达袁同礼，著，《选印四库全书评议》，《国风半月刊》3:4，1933年8月。《读书月刊》2:12，1933年9月
- 向达著，《唐代长安与西域文明》附录1：柘枝舞小考，2：盩厔大秦寺略记。，《哈佛燕京学报专号》2，民国22年，1933年10月
- 向达著，《中外交通小史》，上海商务印书馆，1933年10月
- 向达著，《唐代开元前后长安之胡化》，《国风半月刊》，3:11，1933年12月
- 向达译，《亚理斯多德伦理学》，上海商务印书馆，民国22年，1933年12月
- 向达译，（鲍曼，著），《最近世界各国形势》，南京钟山书局，1933年
- 向达译，（C.F.Andrews编），《甘地自传》，上海中华书局，1934年
- 向达著，《方玉润著述考》，《文学季刊》，1:1，1934年1月
- 向达著，《徐光启逝世三百周年纪念》，《国风半月刊》，4:1，1934年1月
- 向达著，（署名，佛陀耶舍），《陆若汉答朝鲜李荣后书跋》，《国风半月刊》，4:4，1934年2月
- 向达著，《明清之际之宝卷文学与白莲教》，《文学》（上海）2:6，1934年6月
- 向达著，《书评《我的探险生涯》（斯文赫定，著，孙仲宽，译）。《探险生涯亚洲腹地旅行记》（斯文赫定，著，李述礼，译）。《最近各国的历史教学》（署名，觉明）。《新出云南边务书三种》》，《图书季刊》，1:3，1934年9月
- 向达著，《跋，明，陈诚《西域行程记》及李暹《西域番国志》》》（一。二），《禹贡》，2:3-4，1934年10月
- 向达著，《佛游天竺记考释》，《图书季刊》，1:4，1934年12月
- 向达译（英，帕刻，著），《匈奴史》，上海商务印书馆，1934年
- 向达撰，《中西交通史》，上海中华书局，民国23年，1934年3月
- 向达著，《柏朗嘉宾游记》，《史学》，1935年1月
- 向达著，《记刘继庄（献廷）1648--1695》，《方志月刊》8:11-12，1935年12月
- 向达著，《瀛涯瑣志》，《北平图书馆馆刊》，10:5，1936年9-10月
- 向达译，（斯坦因，著），《斯坦因西域考古记》，上海中华书局，1936年
- 向达，黄静渊，译，（英，帕刻，著），《鞑靼千年史》，上海商务印书馆，1937年3月
- 向达著，《瀛涯瑣志--记牛津所藏的中文书》，《国风半月刊》，8:12，1936年12月
- 向达著，《记伦敦所藏的敦煌俗文学》，《新中华》，5:13，1937年7月
- 向达著，《日本古代文化源流及其发展---侧重中日交通史的研究》，《教育学报》2，1938年
- 向达著，《明清之际公教史话》，《益世报》，1939年
- 向达著，《伦敦所藏敦煌卷子经眼目录》，《图书季刊》，新1:4，1939年12月
- 向达著，《瀛涯瑣志---记巴黎本王宗载（四夷馆考）》，《图书季刊》新2:2，1940年6月
- 向达著，《唐袁滋豆沙关题名跋》，《图书季刊》，新2:3，1940年9月
- 向达译，（美，班兹，著），《社会科学史纲》，长沙商务印书馆，1940年
- 向达著，《中国崖葬制》，《星期评论》，第28期，1941年
- 向达著，《敦煌学导论》，《图书季刊》，新，3:1-2，1941年6月
- 向达著（署名，方回），《论敦煌千佛洞的管理研究以及其他连带的几个问题》，重庆《大公报》，1942年12月27日，28日，30日连载
- 向达著，《敦煌考古通讯----二十九封信（1942,12--1943,5）》，《文教资料简报》1980年11-12月合刊
- 向达著，《向达寄自敦煌莫高窟的信》（1943,3,9），《敦煌遗书论文集》（王重民），中华书局，1984年4月
- 向达著，《唐代俗讲考》（初稿曾刊于《燕京学报》16期，后加新内容重刊），《文史杂志》3:9-10，1944年5月，《国学季刊》6:4，1950年
- 向达著，《敦煌佛教艺术之渊源及其在中国艺术史上之地位》（演讲稿），《民国日报》，1944年夏
- 向达著，（署名，方回），《论敦煌千佛洞的管理研究》，《文史杂志》，4:1-2合刊，1944年7月
- 向达著，（署名，方回），《玉门关阳关杂考》，《真理杂志》，1:4，1944年9月
- 向达著，《记敦煌石室出晋天福十年写本寿昌县地镜》，《图书季刊》新5:4，1944年12月
- 向达著，《国立敦煌艺术研究所发现六朝残经》，见《向达先生纪念论文集》1986年新疆人民出版社
- 向达著，（署名，方回），《民国三十三年八月三十日国立敦煌艺术研究所在本所（即中寺）后园土地庙残塑像发现藏经初步捡点报告》，《北平图书馆季刊》，新5:4
- 向达著，《战后应要求赔偿我文化上之损失》（1945年，8,31），《中华民国档案史料汇编（五）--教育部档案》，1998年
- 向达著，《西海感旧记》，《中法文化》一卷十期，1946年5月
- 向达著，《昭武考（大月氏史拾遗）》，《大公报--文史周刊10》，1946年12月18日
- 向达著，《西征小记》，《大公报--图书周刊10--14》【上海】1947年3月12日--4月3日，《国学季刊》7:1，1950年7月
- 向达著，《在此所见到之敦煌写经》，《大公报》，1947年4月
- 向达著，《补说唐代俗讲二三事兼答一良，关德栋两先生》，《大公报--图书周刊：18》【上海】，1947年5月14日
- 向达著，《日本对我赔偿中关于文物部分赔偿的问题》，《知识与生活》，：3，1947年5月
- 向达著，《敦煌佛教艺术与西域之关系》，《新生报》[台湾]，1947年6月4日
- 向达著，《跋夏作铭太初二年以前的玉门关位置》，《中央日报--文史周刊》70期[南京]，1947年12月8日
- 向达著，《为文物请命》，《中建半月刊》，3:6，1948年8月
- 向达著，《祝南北两次学术会议》，《中建半月刊》，3:9，1948年10月
- 向达著，《南诏史论》（唐代纪载南诏诸书考略），《申报》文史第9-12期，1948年
- 向达著，《罗书言（补唐书---张议潮传）补正》，《辽海引年集》1948年12月
- 向达，常书鸿，阎文儒，余平著，《敦煌》，学习书店，1951年
- 向达著，《敦煌艺术概论》，（敦煌文物展览特刊）1951年
- 向达著，《美国教会和美国的对华政策》，《进步日报》（史学周刊）2期1951年1月20日。《大公报》（史学周刊）2期，1951年2月19日
- 向达译，（巴济列维支，著），《苏联通史》，人民出版社，1951年
- 向达著，《莫高榆林二窟杂考》，《文物参考资料》，2:4，1951年5月
- 向达著，《试说郑和》，《进步日报》（史学周刊）43期，1951年11月3日。《大公报》（史学周刊）43期，1951年11月9日
- 向达著，《唐代纪载南诏诸书考略》，《周叔弢先生六十岁生日纪念论文集》，1951年
- 向达著，（署名，方回），《解放四年来新中国的历史科学发展概况》，《光明日报》，1953年10月3日。《史学》，第十四号
- 向达著，《新疆考古概况》，《文物参考资料》，53:12，1953年12月
- 向达著，（署名，方回），《记新发现的（湘江评论）》，《历史研究》54:2，1954年5月
- 向达著，《南诏史略论》，《历史研究》54:2，1954年5月
- 向达著，（署名，方回），《彭湃烈士与1919年5月7日中国留日学生东京示威游行运动》，《历史研究》，54:2，1954年5月
- 向达著，（署名，方回），《记[巩珍]西洋番国志》，《历史研究》，54:2，1954年5月
- 向达著，《玄奘法师》，《旅行家》，55:4，1955年4月
- 向达著，《三宝太监下西洋》，《旅行家》，55:12，1955年12月
- 向达著，《马可婆罗与马可波罗游记》，《旅行家》，56:4，1956年4月
- 向达著，《张骞》，《旅行家》，56:12，1956年12月
- 向达著，《（敦煌变文集）引言》，人民文学出版社，1957年
- 向达，潘光旦，著，《湘西北.鄂西南.川东南的一个兄弟民族-----土家》（向达潘光旦在1957年3月18日政协第二届全体会议上的联合发言），人民日报，1957年3月24日
- 向达著，《唐代长安与西域文明》（论文集），生活.读书.新知三联书店，1957年4月繁体竖排本第一版出版发行，1979年再印，1987年三印。台北明文书局，中华民国七十年九月初版（据1957年三联书店版，影印本白色封面）中华民国七十一年十月再版，中华民国七十七年七月三版（绿色封面）。河北教育出版社（二十世纪中国史学名著）2001年11月（据1957年三联书店版简体横排重排本，封面土黄色），2007年9月（中国文库——史学类，封面湖绿色，据1957年三联书店版简体横排重排本），2008年1月（中国文库---史学类，封面鹅黄色，据1957年三联书店版简体横排重排精装本）。重庆出版集团重庆出版社2009年3月（现代图书馆---华章经典文库，封面浅锈红色，据河北教育2001年版简体横排重排本）。湖南教育出版社2010年10月（湖湘文库甲编，封面灰色，据河北教育2001年版简体横排重排本）
- 向达著，《冯承钧（西域南海史地考证论著汇辑）序》，中华书局，1957年12月
- 向达校注，（明，巩珍，著），《西洋番国志》，中华书局，1961年8月
- 向达著，《记现存几个古本（大唐西域记）》，《文物》，62:1，1962年1月
- 向达校注，（明），《郑和航海图》，中华书局，1962年5月
- 向达校注，《两种海道针经》，中华书局，1961年9月
- 向达校注（唐，樊绰，撰），《蛮书校注》，中华书局，1962年5月
- 向达著，《西域见闻瑣记》，《文物》62:7-8，1962年7月
- 向达著（署名，觉明居士），《记敦煌出六朝婆罗迷字因缘经经幢残石》，《，现代佛学》，63:1，1963年1月
- 向达著，《唐过海和尚鉴真灭度一千二百年献辞》，《现代佛学》第10期，1963年
- 向达著，《敦煌学六十年》，《中山大学学报》（社科版）1964年第二期
- 向达著，《试论（大唐西域记）的校勘问题》，《现代佛学》64:6，1964年
- 向达著，《（蛮书校注）读后识语》，《历史研究》，65:6，1965年6月
- 向达著，《自明初至解放前（Cir，1405--1948）中国与非洲交通史料选辑说明》（这是向达先生的一篇手稿，为北京大学历史系安排的一项科学研究工作而写，时间是一九六六年春天）

### 1966年以后出版
- 向达编，《大唐西域记（古本三种）》，中华书局，1981年
- 向达校注，《西游录校注》，中华书局，1981年